# 波克罗夫卡市镇 (巴彦代区)
波克罗夫卡市镇（俄语：Муниципальное образование «Покровка»）是俄罗斯联邦伊尔库茨克州巴彦代区所属的一个市镇。其下辖有个居民点，行政中心为波克罗夫卡。据2016年统计，该市镇的人口为664人。